# نینجاتو
نینجاتو (به ژاپنی: 忍者刀)، نینجا کِن (忍者剣) یا شینوبی کاتانا (忍刀)، ظاهراً سلاح ارجح نینجاهای دوران فئودال ژاپن بوده‌است. این سلاح در نینجوتسوی مدرن به‌عنوان سلاح نینجاها به تصویر کشیده می‌شود و همچنین در فرهنگ عامه حضور برجسته‌ای دارد.
البته درباره اصلی بودن این سلاح به عنوان سلاح اصلی نینجا یا به طور کل وجود خارجی در دوران قدیم بین منابع مختلف و اساتید شبهه های زیادی است اما چیزی که ملموس است، استفاده سلاح های کوچک تر همانند کاما (داس نینجا) برای انجام عملیات های نینجایی با توجه به اینکه قدرت مانور و تخریب بیشتری دارند، بسیار معقول تر میباشد.